# Malá Lehota
Malá Lehota (in ungherese Kisülés) è un comune della Slovacchia facente parte del distretto di Žarnovica, nella regione di Banská Bystrica.